# Poslanska zbornica Romunije
Poslanska zbornica Romunije (romunsko Camera Deputaților) je spodnji dom Parlamenta Romunije, ki ga sestavlja 315 neposredno izvoljenih poslancev z mandatom 4 let ter predstavniki narodnih manjšin.
Nahaja se v Palači parlamenti v Bukarešti.

## Vodstvo
Vodstvo parlamenta je sestavljeno iz: predsednika, štirih podpredsednikov, štirih tajnikov in štirih kvestorjev. Predsednik je izvoljen na tajnih volitvah za en mandat.

## Poslanci
{{glavni|Seznam članov Poslanske zbornice Romunije]]